# El camionero y la dama
El camionero y la dama fue una telenovela argentina que se transmitió por Canal 9.
Protagonizada por Alberto Martin y Gabriela Gili, antagonizada por Claudia Mores y la primera actriz Hilda Bernard. Contó con la actuación estelar de Hugo Arana.

## Argumento
El teleteatro narra la historia de un camionero que en su recorrido diario, vive varias situaciones amorosas, que le sirven para poder olvidar así su triste pasado.
En el transcurso de la trama, el camionero comienza a ver en su hija, el reflejo de su esposa, que termina padeciendo graves alteraciones mentales. Luego su vida cambiará al conocer a otra mujer.

## Cortina musical
El tema de apertura de "El camionero y la dama" es "Camionero" interpretado por Roberto Carlos.
- Roberto Carlos interpreta "Camionero" apertura de "El camionero y la dama" en Youtube

## Elenco
- Gabriela Gili - Adriana Molina
- Alberto Martin - Mario Carrizo
- Claudia Mores - Ángeles Silva
- Silvina Rada - Marcela
- Golde Flami - Matilde
- Laura Tuny - Nazarena
- Guillermo Blanco - Juan
- Hilda Bernard - Ana
- Hugo Arana - Bernardo "Bocha"
- Laura Tiler - Rita
- Alejandro Rodrigo - Gervasio "Mister Motos"
- Carlos Artigas - Gonzalo "Avestrúz"
- Noemí Alan - Malena
- Emilio Comte - Luis
- Nelly Fontán - Celia
- Antonio Caride - Bruno
- Juan Carlos Lima - Franco
- Héctor Fuentes - Hugo
- Alba Castellanos - Rosario
- Mario Luciani - Aldo